# Barthélemy de Chasseneuz
Barthélemy de Chasseneuz, seigneur de Prelay, né à Issy-l'Évêque (Saône-et-Loire) en 1480 d’Antoine de Chasseneuz et Jeanne Meunier, mort en 1541 à Aix-en-Provence, empoisonné, dit-on, par un bouquet de fleurs, est un juriste français du XVIe siècle.

## Biographie
Chasseneuz fit son droit à Dole, Poitiers, Turin, Pavie et sortit diplômé en 1502. Il servit dans le duché de Milan auprès de Charles II d'Amboise de Chaumont pour lequel il demanda le cardinalat au pape Jules II en faveur de Louis II d'Amboise. Chassé par la peste, il revint en France à Autun en 1506 et devint procureur du roi en 1508.
Avocat célèbre, il est connu pour un événement probablement fictif : avoir été un défenseur des rats d'Autun, dans le cadre d'un procès qui leur aurait été fait en 1510.
Membre du parlement de Bourgogne en 1525, il obtint le titre de premier président du parlement de Provence en 1532. Durant la réforme, bien que catholique, il défendit les Vaudois des villages de Mérindol et Cabrières (Cabrières-d'Aigues, Vaucluse).

## Héraldique
Il portait d'azur coupé d'or, au lion sur le tout de l'un en l'autre[réf. souhaitée].

## Œuvres
Son œuvre majeure est Commentaria de consuetudinibus ducatus Burgundiae en 1517, ouvrage largement cité et utilisé, qui servit d'aide pour le droit coutumier français et le Code Napoléon. Il écrivit un Catalogus de gloriæ mundi en 1529, qui est une somme de ses connaissances.